# 性的同意

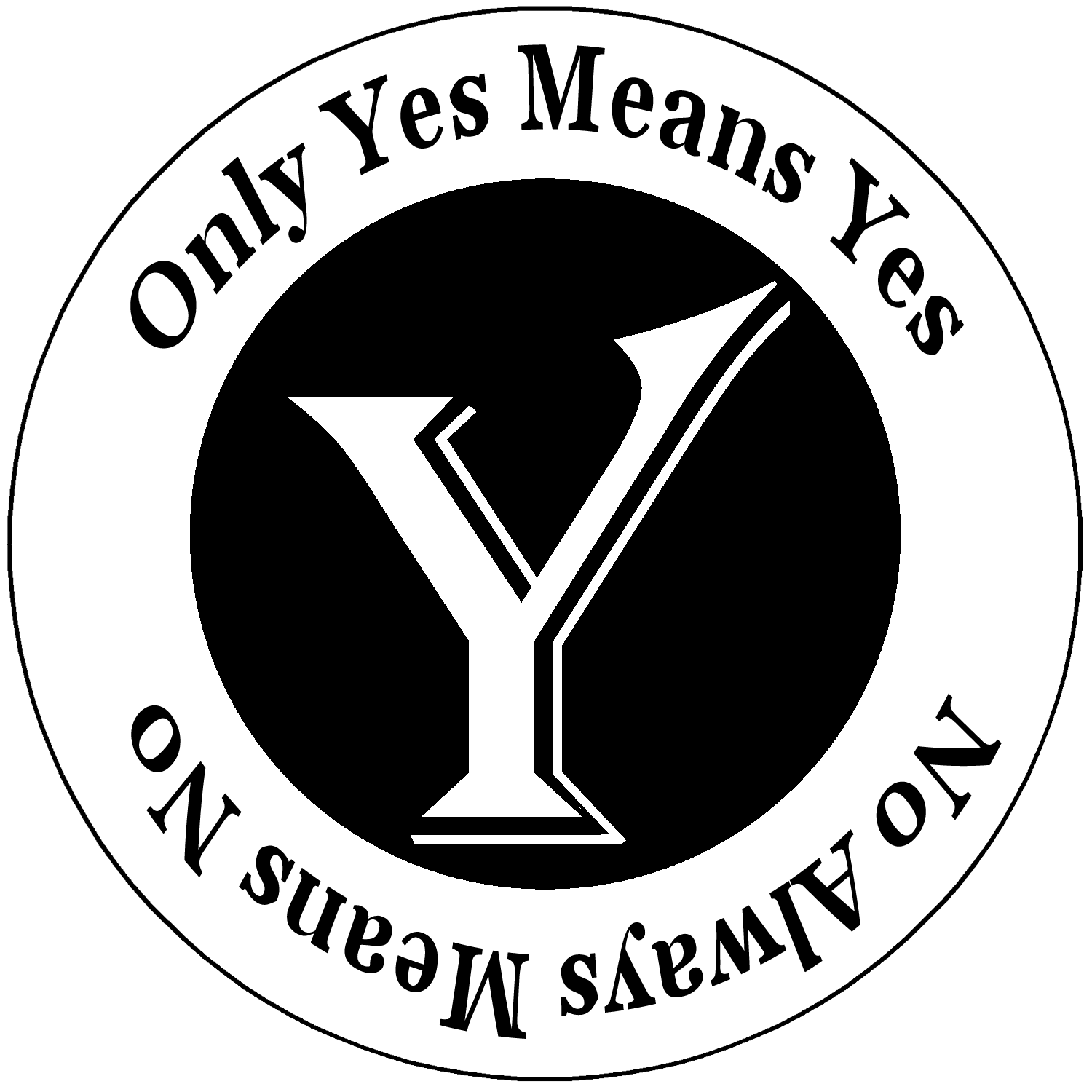
"イエス・ミーンズ・イエス"（YesはYesを意味する）キャンペーンのロゴ

性的同意（せいてきどうい、英語: sexual consent）とは、性的な行為を行うことへの同意であり、その行為を「したい」と望む、お互いの積極的な意思を確認することである。多くの地域では、同意のない性行為は強姦やその他の性的暴行とみなされる。

## 同意に関する学術的議論
- 1980年代後半に研究者のロイス・ピノーは、性的同意がより明確、客観的かつ重層的になり、「No means No（NoはNoを意味する）」や「Yes means Yes（YesはYesを意味する）」よりも包括的なモデルになるように、性に関してより意思の疎通がなされる社会へと変わっていかなければいけないと主張した[7]。
- カナダにおいて、性的同意は、「信頼や権力、権威」の乱用や悪用、あるいは強要や脅迫がない状態で、「性交渉に対して、自発的に賛成すること」を意味する[8]。また、性的同意はいつでも取り消すことができる[9]。
- 1990年代後半から、性的同意の新しいモデルが提案されてきた[9]。とりわけ、デヴィッド・S・ホールが「他者によって提案されたり行われたりした事柄を、自発的に承認すること」「許諾すること」「意見や感情について賛成すること」と定義し、「イエス・ミーンズ・イエス」といった積極的な同意のモデルが進展した[9]。S・E・ヒックマンとC・L・ミューレンハードは、性的同意とは「言語を介して、もしくは言語以外の手段を介して、性的な活動を行うことへの意欲を示すコミュニケーション」であるべきだ、と述べている[10]。性的同意にまつわる個々の基本的な状況が、必ずしも「YesはYes、NoはNo」という二元的な概念に当てはまらない可能性があることから、積極的な同意は限定されることがある[5]。

### ノー・ミーンズ・ノー

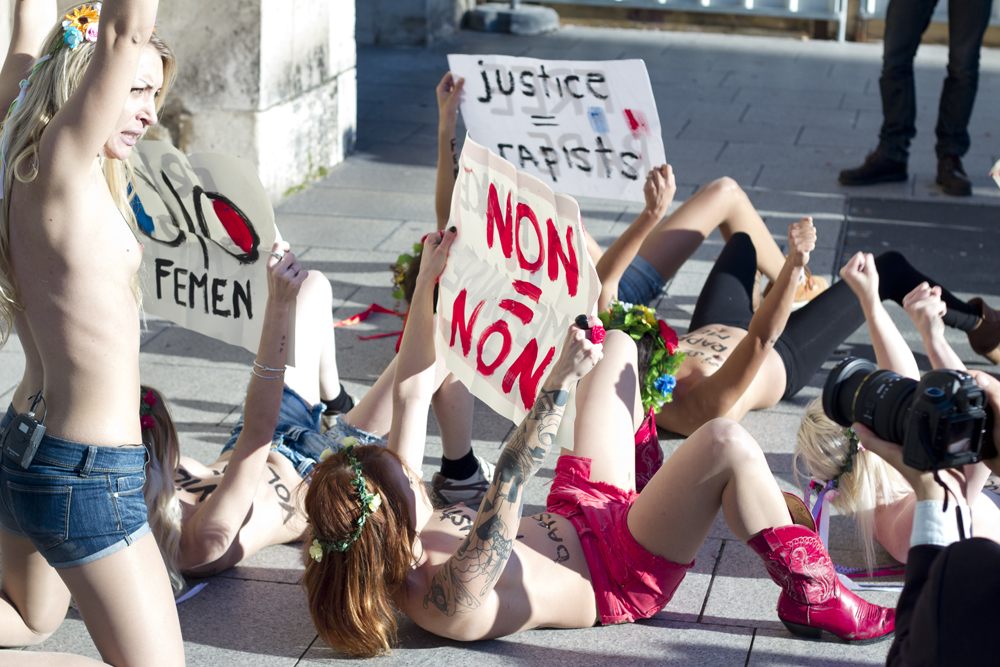

1990年代、カナダ学生連盟（CFS）は「性的暴行、知人からのレイプ、デートレイプ」に対する大学生の意識を高め、このような問題の発生を減らすために「No Means No（NOはNOを意味する）」キャンペーンを始めた。CFSは、性的暴行に関する調査を行い、スローガンなどを記したステッカー、ポスター、ポストカードなどを制作・配布した。しかし、意識がない、酒に酔っている、脅迫や強制に直面しているなどの理由でノーと言えない人もいるため、「ノー・ミーンズ・ノー」への懸念が生まれた。特に2人の間に力の不均衡がある場合には、強制の問題が重要になる。これらの懸念に対処するため、「ノー・ミーンズ・ノー」から「イエス・ミーンズ・イエス」（肯定的同意）への移行が行われ、声を上げなかったり抵抗しなかったために性的な行為が行われることがないようにした。アマンダ・ヘスは、「人はノーと言えないこともあれば、酔っていたり、気を失っていたり、恐怖で固まってしまったりすることがある」と述べている。
シェリー・コルブは、デートのような状況で2人きりになることに同意した場合、少なくとも相手の誘いに対して女性が「ノー」と言うまでは、性的接触が「デフォルト」になるという理由で、「ノー・ミーンズ・ノー（NoはNoを意味する）」のアプローチを批判している。コルブによると、「NoはNoを意味する」では、ロマンチックな状況で女性と2人きりになった男性は、女性が「No」と言わなければ、たとえ彼女が前を見つめて何も言わず、動かなくても、服を脱がせて、挿入することができる。「ノー・ミーンズ・ノー」では、女性の体に隠喩的な「立ち入り禁止」のサインがないため、女性はデートに応じたり、相手と2人きりになることで、望まないセックスにつながることを恐れなければならない。
アヴァ・キャデル博士は、性的な出会いにおいて、女性が相手に性的な接触をやめるように伝えるために、コード表現や安全な言葉を使うことを提案している。キャデルによれば、「ノー」や「ストップ」という言葉は、「これまで軽薄に、ふざけて、からかうように使われてきたもので、必ずしも真剣に受け止められているわけではない」。

### イエス・ミーズ・イエス

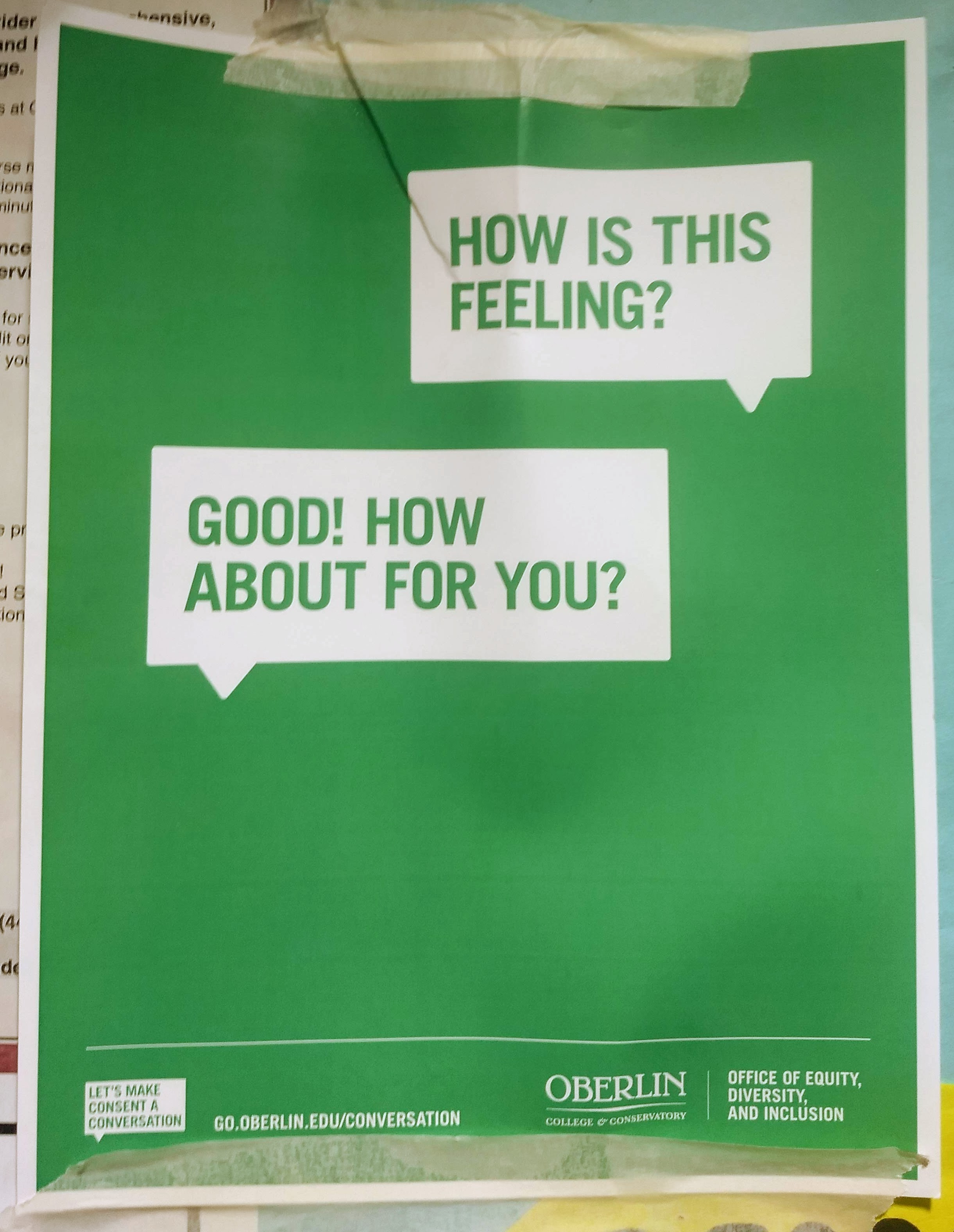
オーバリン大学に掲示されたチラシは、性行為の際に継続的かつ相互的な同意を得るよう学生に促している

肯定的同意（Yes means Yes、YesはYesを意味する）とは、明確な言葉によるコミュニケーションまたは非言語的な合図やジェスチャーによって、双方が性行為に同意することである。「YesはYesを意味する」では、最初に「イエス」と言った後でも「ノー」と言うことができる。これは、1991年にアメリカのアンティオック大学のグループが始めたものであり、以前は、「ノー」と言わない限り、セックスは合意に基づくものと見なされていた（ノー・ミーンズ・ノー）。2014年現在、アンティオック・カレッジでは、学生は「性的な誘いをする前に、口頭で『これをやってもいいですか』と明確な許可を得る」必要があり、「相手はその誘いに応じる場合、口頭で『はい』と答えなければならない」。もしそうしなければ、それは非同意とみなされ、大学のポリシー違反になる。学生が「事前に口頭での同意」をした場合は、取り決めたハンドシグナルを使用することもできる。
肯定的同意とは「相互に合意した性行為を行うための、各参加者による肯定的かつ明確で意識的な決定」である。　これは、明確で、熱心で、継続的なものであれば、微笑み、うなずき、または言葉による「イエス」という形でもよい。カリフォルニア州性暴力反対連合のデニス・ラバーテューは、「イエスはイエスを意味する」で使われる言葉は様々だが、主な考え方は、両者が性行為に同意しているということである」と述べている。定義上、人は酔っていたり、意識がなかったり、眠っていたりする場合は、肯定的な同意を与えることができない。
「YesはYesを意味する」であっても、相手が「No」を言える余地がないような頼み方をしたり、「No」と言われた後に罪悪感を利用して相手を操ったりする場合、それは同意ではなく性的強制と見なされる可能性がある。他の例としては、セックスを求めるパートナーがセックスへの欲求が満たされていないと訴えたり、受動的攻撃的な振る舞いを見せたり、「Yes」を得るまで何度も執拗に尋ねたりする場合などがある。
T.K.プリチャードは、同意を得られた後でも、お互いに「常に確認」するべきであり、同意が得られたことを確認するために、性的接触の前、セックスの最中、セックスの後に確認する必要があると述べている。ローレン・ラーソンは、キスやセックスをする前に相手に確認すべきであり、またセックス中であっても、行為の速度を変えたり、別の体位に切り替えたり、手を新しい体の部位に移動させたりするときにも確認すべきであると述べている。
ジェシカ・ベネットは、女性が性的な出会いにおいて、「必死に」「ノー」と言うつもりでいるにもかかわらず、「イエス」と答えてしまう「グレーゾーン・セックス（しぶしぶ同意するセックス）」が、1つの課題であると述べている。 その理由は、「ノー」と説明したり、その場から立ち去るよりも、「イエス」と言う方が簡単だからであり、また、西洋文化は、自身の感情や欲望を犠牲にしてでも、「『親切』で『静か』で『礼儀正しく』あり、『他人の感情を守る』」ことを女性に教えているからである。ジュリアン・ロスは、性的な物語が男性の欲望に焦点を当てている西洋社会では、女性が何を望んでいるかはそれほど重要ではないとみなされると述べている。そのため、異性との出会いにおいて女性は、同意しなければ「粗野」と批判されることを恐れたり、あるいは自分のグループの社会的期待に合わせたいと思うために、特定の性行為にイエスと言う圧力を感じるかもしれない。
1998年の研究では、異性間の交際において男女ともに「望まない性行為に同意している」ことが示された。このようなケースでは、「相手を満足させるため」「親密さを増すため」または「関係の緊張を避けるため」に望まない性行為に同意している。

### 言語と非言語
カナダでは、1999年にカナダ最高裁判所がR v Ewanchuk事件で、同意は「暗黙の同意」ではなく、明確でなければならないと全会一致で判決を下して以来、暗黙の同意は性的暴行を弁護するものとはなっていない。
法律の違いによって、言語的同意と非言語的同意、または2つのタイプの混合がある。Kae Burdoによると、「口頭での同意しかカウントしない」というのは、障害者などの言語での同意ができない当事者に対応できないという。ダートマス大学の同意に関する規則では、親密な出会いにおけるコミュニケーションは、多くの場合、微笑む、うなずく、相手に触れるなどの非言語的な合図であるとされている。ただし、ボディランゲージの解釈には危険を伴うため、「ボディランゲージだけでは不十分な場合が多い」としており、最善の選択肢は「明確な言語によるコミュニケーション」であるとしている。
ニューヨーク・タイムズ紙によると、男性は通常、非言語的な指標で同意を判断する（61％が相手のボディランゲージで同意を認識すると回答）が、女性は通常、パートナーが口頭で同意を求めのを待つ（ボディランゲージで同意を示すと回答したのは10％のみ）と異なるため、混乱を招く可能性がある。
デイリー・ドット紙によると、言葉による同意は「双方が自分の望むことを明確に示し、質問し、説明を求めることができる」ため最善であり、対照的に、非言語的な同意は、「ジェスチャー、雰囲気、非言語的な合図について異なる理解をしている」ため、明確でない場合があり、「曖昧さと誤解」につながる可能性がある。心理学者で神経科学者のリサ・フェルドマン・バレットは、「人間の脳は常に笑顔や表情を解釈する方法を推測している」ため、性的同意の文脈では、「顔の動きは同意、拒否、感情全般のひどい指標」であり、「言葉の代わりにはならない」と述べている。

### 同意書
ファラー・カーンは、同意とは性的パートナーの話に耳を傾ける「継続的な会話」であると主張し、契約書への署名を伴う同意という考えに反対している。デイヴィッド・ルウェリンは、契約書はいったん署名すると、同意を撤回して性行為を止めることはできないという誤った認識を与える可能性があると述べている。ルウェリン氏は、同意は流動的で変わりやすいものであるため、たとえ同意契約書に署名したとしても、お互いにセックスに対する継続的で熱意ある同意を確認すべきだと述べている。

## 同意の要素
2016年8月、アメリカの性教育団体「プランド・ペアレントフッド」は、同意の本質的な要素を要約するために「FRIES」という頭字語を作った。2020年までにいくつかのイギリスの大学が「FRIES」のコンセプトを採用している。
- 同意とは、
  1. Freely given（自由に与えられる）：誰かと性的なことをすることは、圧力、強制、誘導なしに、または酔ったりハイになることなく決定すべきものである。
  2. Reversible（可逆的）：誰でも、自分のしたいことについて、いつでも考えを変えることができる。以前にそれをしたことがあっても、セックスの最中であっても。
  3. Informed（情報提供）：正直であること。例えば、誰かがコンドームを使うと言ったのに、使わなかったら、それは同意ではない。
  4. Enthusiastic（熱心）：誰かが興奮していなかったり、本当にその気でなければ、それは同意ではない。
  5. Specific（特定）：1つのことに「イエス」と言っても、他のことに「イエス」と言ったことにはならない。

## 法律

世界の法律における性的同意
性犯罪の成否は「同意の有無」、夫婦間の強姦が違法
性犯罪の成否は「暴行・脅迫の有無」、夫婦間の強姦が違法
性犯罪の成否は「同意の有無」、夫婦間の強姦が合法
性犯罪の成否は「暴行・脅迫の有無」、夫婦間の強姦が合法

2014年に発効したイスタンブール条約（女性に対する暴力と家庭内暴力の防止と撲滅に関する欧州評議会条約）は、「同意に基づかない性的行為を処罰する規定」を設けるよう締約国に求めている。多くの欧米諸国では、レイプ罪や強制わいせつ罪は「被害者の同意がない（またはその能力がない）状態での性行為」を成立要件としている。そして、「ノー・ミーンズ・ノー（No means No）＝同意のない性行為を処罰する」型だけでなく、「イエス・ミーンズ・イエス（Yes means Yes）＝相手の自発的な参加を確認しない性行為を処罰する」型の性的同意を採用をする国や地域が広がっている。
スウェーデンやスペイン、フィンランド、デンマーク、アイスランドなどは「Yes means Yes」型の刑法であり、相手が積極的な同意を示さないまま行った性行為はすべて違法とされる。
2023年7月、日本において性犯罪規定の名称が「不同意性交等罪」に変更される。条文には、有効な「同意」ができない8つの典型的な場面を例示し、「同意のない性行為は許されない」ことを罪名でも条文でも明確に示した。8つの類型には、「暴力・脅迫」があったときだけでなく、「心身の障害がある場合」「アルコール・薬物を摂取している場合」「睡眠・意識不明瞭な場合」「拒絶する隙を与えない不意打ち」「恐怖・驚愕させた場合（フリーズした場面）」「虐待による心理的反応がある場合」「地位・関係性が対等でない場合」が明記された。被害者支援団体は、「積極的な同意がなければ罪に問えるよう」さらなる見直しを求めている。

### 年齢

世界の性交同意年齢
13
14
15
16
17
18
結婚しなければならない
州や行政区によって異なる/曖昧

性的同意年齢とは、性行為の意味や断る方法、妊娠や性感染症のリスクに関する正しい知識を持ち、同意を自分で判断できるとみなす年齢である。各法域で異なる性的同意年齢が設定されているため、一定の年齢に達していない未成年者は性行為に対して法的に有効な同意を与えることができない。従って、成人が同意年齢未満の子どもと性行為を行った場合、その性行為が同意によるものであったと主張することはできず、そのような性行為は法律違反（法定強姦）とみなされる可能性がある。最低年齢に満たない者は被害者とみなされ、その性的パートナーは、同年代でない限り、加害者とみなされる。同意年齢を定める目的は、未成年者を性的な誘いから保護することである。同意年齢は司法管轄区域によって大きく異なるが、ほとんどの法域では14 - 18歳の範囲とされている。
2023年、日本で1907年に性犯罪の法律が定められて以来初めて、性交同意年齢が変更され、「13歳以上」から「16歳以上」に引き上げられた。これにより、16歳未満の子どもに性的行為を行うと、相手が同意していても処罰の対象になる（13 - 15歳は5歳以上年上の者が対象）。13歳未満に対して性的行為を行った場合は、以前と同様に、同意の有無に関わらず罪に問われる。

### 障害者
障害によっては性暴力自体を認識できなかったり、立証することが難しく、施設関係者や指導的な立場の人との力関係が背景にあることもある。発達障害や知的障害などのある人は性暴力に遭いやすく、障害のある人は、ない人の約2 - 3倍、性暴力を経験している。
ニューヨーク州など一部の法域では、身体障害により、言葉や身体を使って同意しないことを伝えることができない場合や、精神疾患やその他の精神状態により性行為を理解することができない場合は、同意があるとはみなさない。
日本では、2023年の刑法改正で、「有効な『同意』ができない8類型」の1つに、「精神的、身体的な障害を生じさせる（心身の障害がある）」が記載された。さらに、性暴力被害者の支援団体は、「障害者と介護者」「施設の職員と入所者」など、明らかに対等性を欠く状況につけこんで性行為をする人について、対象となる関係性を明記した処罰類型の新設を求めている。

### 無意識・酩酊
法域によっては、アルコールや薬物で酩酊している人は同意できない。例えば、ミシガン州の犯罪性行為法では、自分の行為や同意を制御できない人と性行為を行うことは犯罪である。

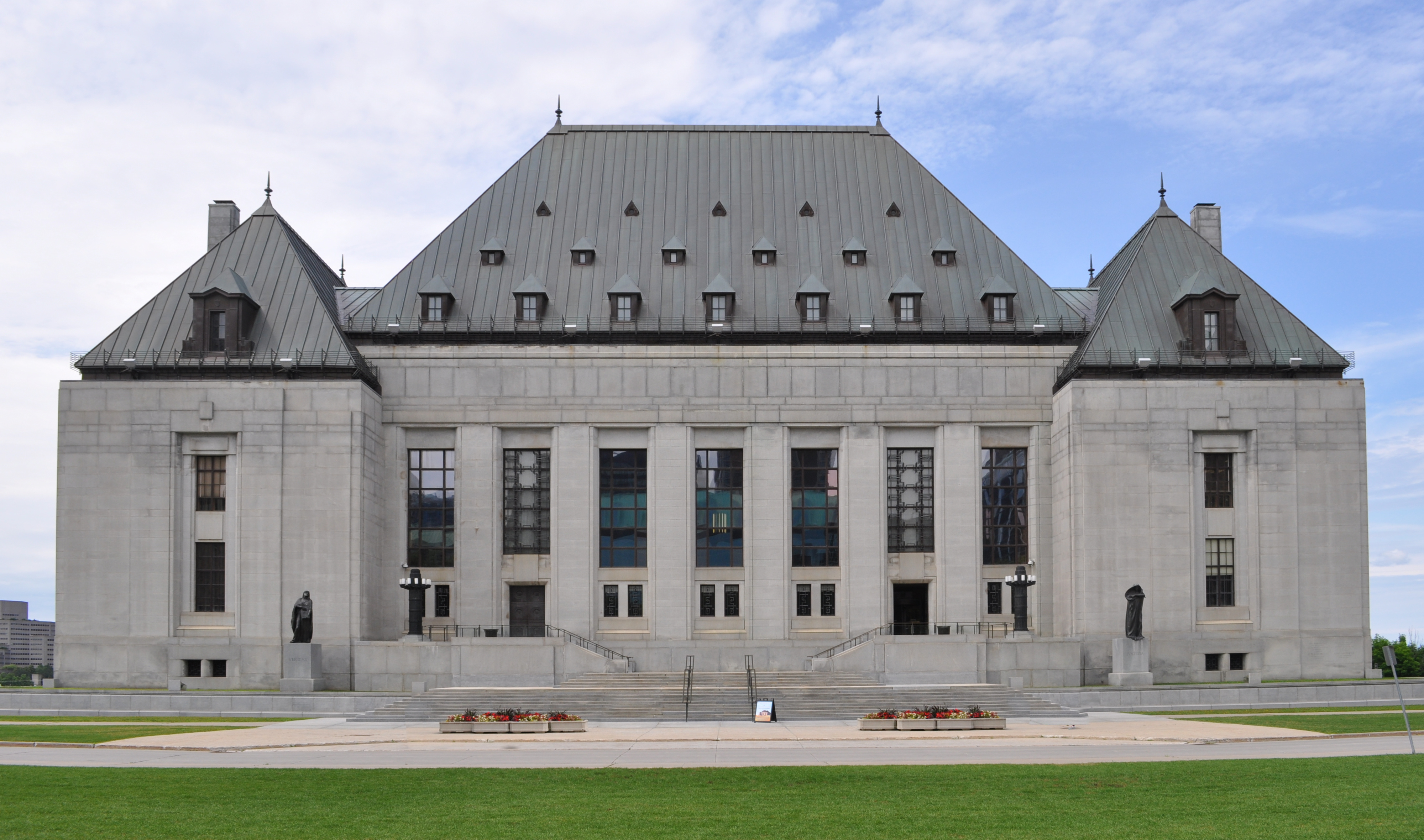
カナダ最高裁判所

カナダでは、飲酒は人が合法的に性行為に同意できるかどうかに影響する要素である。しかし、同意が不可能になる酩酊のレベルは、その人がどの程度酔っているかなど、状況によって異なる。カナダの最高裁判所は、意識がなくなるほど泥酔した人は性行為に同意できないとの判決を下した。
日本では、2023年の不同意性交等罪の改正で、「有効な『同意』ができない8類型」の1つに、「アルコールや薬物を摂取させる（アルコールや薬物の影響がある）」が記載された。相手がアルコールの影響がある場合は要件に該当するが、その上で「同意しない意思を形成・表明・全うすることが困難なほど酔っている」ことが必要である。つまり、同意しない意志を形成・表明・全うすることが出来る状態にある人と、同意を取った上で行う性交は罪にならない。場合によっては、酩酊の程度が考慮されるなど、個別の事案ごとに証拠に基づいて判断されることになる。

### 地位・関係性の利用
法域によっては、地位・関係性を利用した性暴力の処罰について刑法で定めている。地位・関係性を利用して性的な加害をされると、抵抗・逃げることができないことがあるため、教師やコーチなどの逆らいがたい立場の人、医療者と患者、刑務所職員と受刑者などの関係が列挙されている。ミシガン州、ドイツ、フィンランドなどは、教師と生徒の関係を要件とする規定がある。フランスは、教師と生徒以外の力関係の性犯罪についても刑法で定めている。職務上の権限がある者が権限を濫用した場合や、経済的・社会的地位が不安定であるため、著しく脆弱な状態にあることが明白である人に性的な加害をした場合、刑を加重する規定がある。
カナダの裁判所は、性交渉が同意の上で行われたかを判断する際、被告人が原告に対して「信頼や権威のある立場」にあったかを考慮する。この一般原則はカナダの法律の一部だが、裁判所は、信頼や権限のある立場の正確な定義を議論している。信頼や権威のある立場の人の例としては、教師、雇用主や上司、カウンセラー、医療従事者、スポーツ指導者などがある。
日本では、2023年の不同意性交等罪の改正で、「有効な『同意』ができない8類型」の1つに、「地位・関係性が対等でない場合」が記載された。

### 欺瞞とごまかし
一方の当事者が同意を得るために欺きやごまかしを用いた性行為は、同意のないものとなる可能性がある。AがBとの性交渉に同意したにもかかわらず、Bが適切な問題について嘘をついた場合、Aは十分なインフォームド・コンセントを受けていないことになる。欺瞞行為には、避妊具の使用、年齢、性別、宗教、雇用、性感染症の検査状況、独身であるかのような印象を与えること、性行為が何らかの医療行為であると相手に思わせることなどが含まれる。例えば、女性のボーイフレンドが寝室を出た直後に寝室に忍び込み、ボーイフレンドだと勘違いさせたカリフォルニアの男、パイロットと医師だと嘘をついて女性とセックスしたイスラエルの男などがいる。
日本では、加害者が自分は医師であると偽り、病気の治療のためには加害者と性交を行う他はないと説明し、心理的に追い込んだ上で性交を行った事件や、牧師が信者の少女らに対して、従わなければ地獄に堕ちると説教し、畏怖させた上で性交を行った事件が、準強姦罪として認められている。

### ステルシング

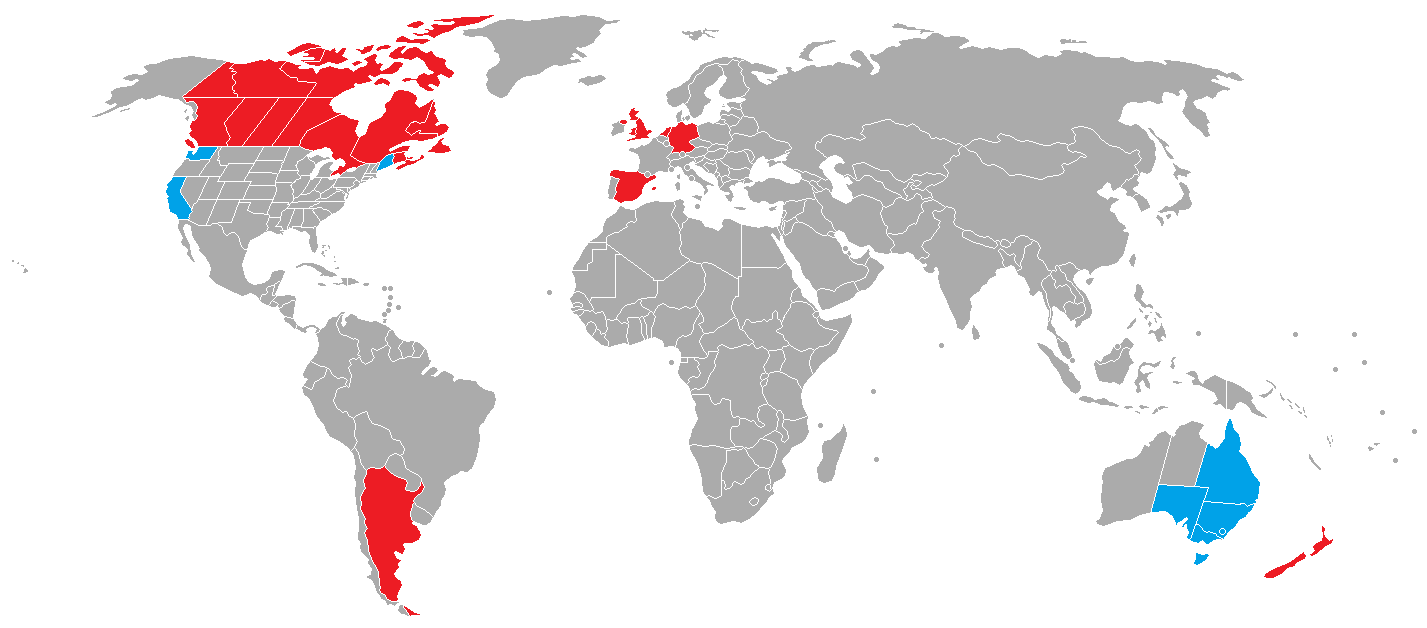
ステルシングを強姦または性的暴行と認定する裁判所の判決
ステルシングを禁止する法律

同意に基づかないコンドームの取り外しとは「ステルシング」とも呼ばれ、セックスパートナーがコンドームで保護された安全なセックスにしか同意していないのに、男性がこっそりコンドームを取り外すことである。「ステルシング」を経験した女性は、緊急避妊のための費用を支払わなければならず、妊娠や性感染症の心配に直面し、レイプの一種だと感じる女性もいる。ステルシングは、「生殖の強制」と呼ばれるドメスティックバイオレンスの一種であり、コンドームを外したり、穴を開けたりすることも含まれる。
女性が男性の同意なしに妊娠しようとする逆のシナリオは、「逆ステルシング」または精子窃盗として知られている。避妊していると嘘をついたり、コンドームに穴を開けるなどして避妊を妨害したり、コンドームから取り出した精子を使って自己授精することもある。
ミア・メルカドは、元パートナーが許可なくネット上に投稿する「リベンジポルノ」や、スターの携帯電話から「流出した有名人のセックス写真」は「合意のないポルノ」であると述べている。 メルカドは、これら2つの行為は「性的暴行の一形態として扱われるべきである」と述べ、リベンジポルノはアメリカの34の州で犯罪とされており、他の州では2017年に法案が審議中であると指摘している。

## 教育

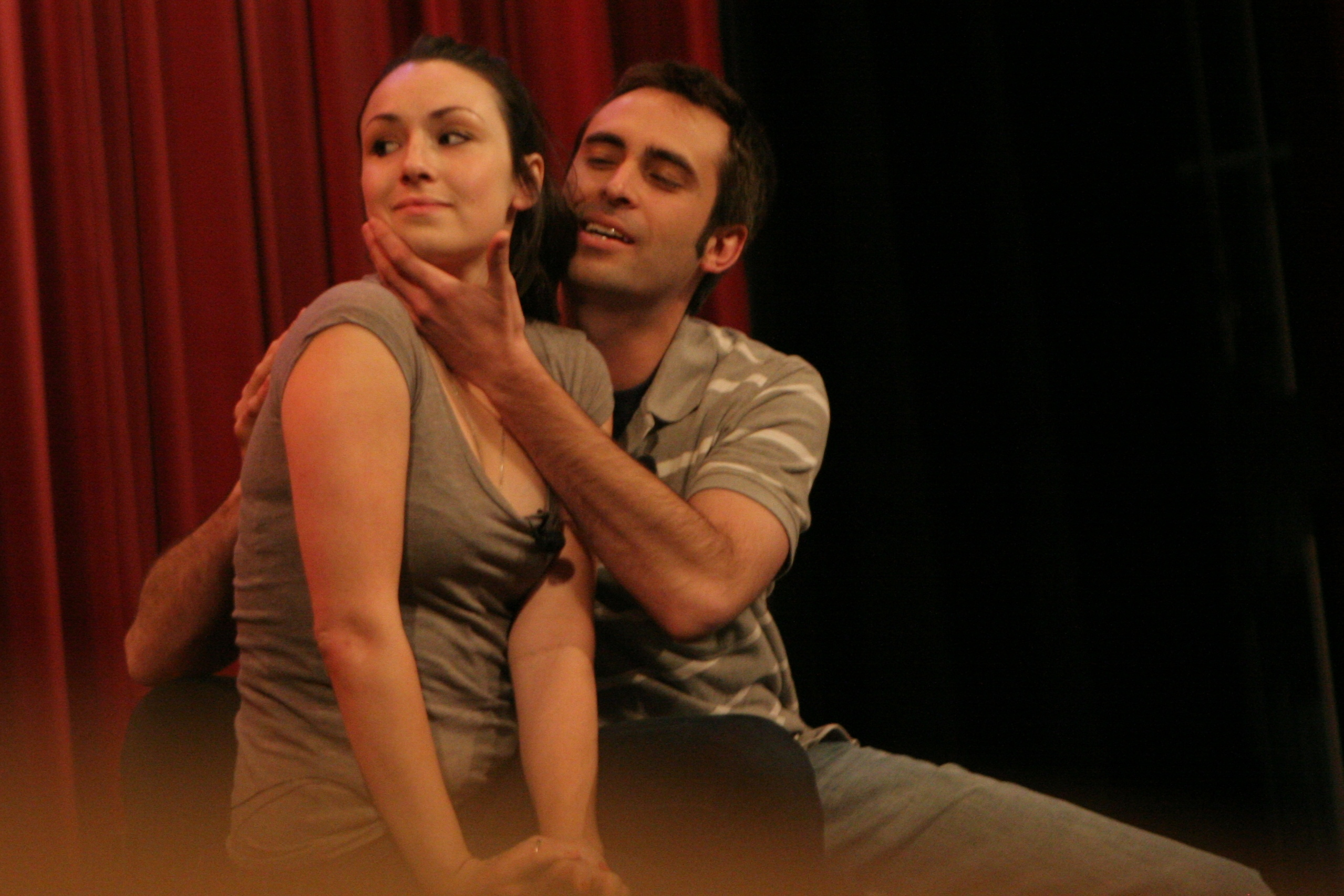
カタルシス・プロダクションのパフォーマーたちは、劇『セックス・シグナル』の中で、男性が女性に対して不適切な行為をするシナリオを演じる。この劇の目的は、軍隊の隊員たちに「同意とは何か」と「ノーはノーを意味する」ことを理解してもらうことでもある

性教育プログラムにおける取り組みは、小学校、高校、大学の性教育カリキュラムに、性的同意に関する話題を盛り込み、重視する方向で進められている。イギリスでは、PSHEA（Personal Social Health and Economic Education Association）が、「同意に基づく性的関係」「同意の意味と重要性」「レイプ神話」などの授業を含む性教育の授業計画を作成し、導入する活動を行っている。カナダでは、オンタリオ州政府がトロントの学校に性教育カリキュラムの改訂版を導入し、セックスと肯定的同意、健全な人間関係、コミュニケーションについての新しい議論が含まれている。

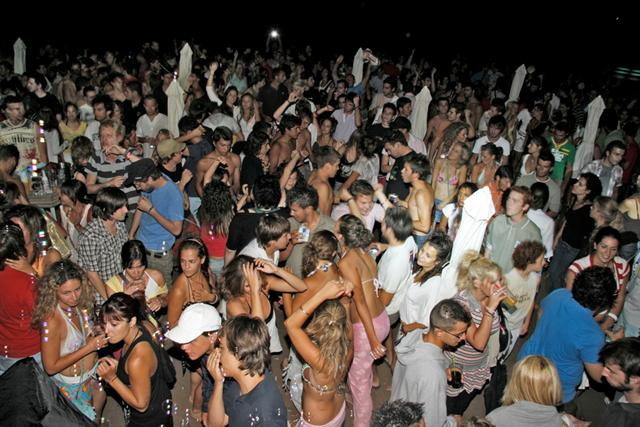
傍観者介入プログラムは、パーティーやダンスで、酔っている人に性的な誘いかけをしている人を見たときに、介入する方法を教えている

イギリスの一部の大学では、性犯罪の可能性がある状況を見たときに介入することを教える傍観者介入プログラムを始めている。例えば、パーティで酔っている女性が男性の誘いに同意できないようであれば、男性を女性から遠ざけることで介入する。
多くの大学で、性的同意についての広報活動が行われている。注意を引く標語や画像が用いた創造的な広報活動には、大学内における性的暴行などの問題に対する意識を高める効果がある。

## 同意文化

### 同意スタッフ
ビクトリア・イベント・センターは、性的健康の教育者／インティマシー（親密さ）のコーチであるタニール・ガイブをカナダ初の「同意キャプテン」として雇用し、社会活動におけるセクシャルハラスメントや性的暴行を防止する。同意キャプテンは、同意なしにじろじろ見られたり、嫌がらせを受けたり、触られたりしている人に介入する。不快に感じている人に話しかけ、同意があれば、望まない行為をした人に話しかける。通常の警備員のように、同意キャプテンは、望まない行為をしている人に、そのような行為は会場では許されないと警告し、望まない行為が続くようであれば、「最終的には退場してもらう」こともある。また、同意キャプテンは、酔っている人をチェックし、酔っている状態を利用する人を防ぐ。ガイヴによると、「#Me Too」運動以来、人々は「同意に基づく行動や関係とは何かということに関して、グレーな雲の領域がある」ことを認識するようになったという。ガイブは、自身の役割は客を取り締まることではなく、「同意文化」を作るための会話を始めることであると述べている。
ナイトクラブ「ハウス・オブ・イエス」は、会場に「同意の番人」とも呼ばれるスタッフ  を雇った。スタッフは、会場を歩き回ってコンドームを配り、ゲストがコンドームの使用に関するルールと、「明確な口頭での同意」を遵守することを確認する。スタッフの目的はクラブの客を「取り締まることではなく、教育すること」ことである。ガーディアン紙のアルワ・マフダウィ記者は、ハウス・オブ・イエスの取り組みを称賛し、「同意について厳格であればあるほど、誰もがより楽しむことができる」と述べている。
バーの中には、デートの相手（または他のバー利用者）が危険なことをバーテンダーに知らせるセーフティコード制度を導入している店があり、その方法をトイレやドリンクコースターに掲示している店がある。それにより、架空のミックスドリンクなどを注文すると、バーのスタッフが付き添って客を会場の外に連れ出し、安全にタクシーに乗れるようにしている。

### インティマシー・コーディネーター

HBOのロゴ

2017年、HBOのドラマ『The Deuce』から、テレビ・映画業界では一部の制作会社が、恋愛シーンや擬似セックスシーンを撮影する際に、俳優の同意を得るために「インティマシー・コーディネーター」を雇うようになった。
HBOは、「監督が、俳優にカメラの前で裸になったり、擬似セックスをするように頼むときに起こりうるパワーバランスに関する懸念」に対処するため、親密なシーンがあるすべてのシリーズと映画にインティマシー・コーディネーターを採用している。インティマシー・コーディネーターは、監督の意図（シーンがリアルに見えるようにする）と、俳優の許容範囲などを丁寧に探り、監督と俳優双方のお互いが同意できるラインを探る。出演者の人権やバウンダリー（身体、精神的に、許容できる境界線）が尊重され、肉体的・精神的な快適さが守られるようサポートする。
2020年、SAG-AFTRA（全米映画俳優組合と米国テレビ・ラジオ芸能人組合が合体した労働組合）はインティマシー・コーディネーターの導入を推奨する声明を出し、2021年にはガイドラインを公開した。アメリカやイギリスでは、インティマシー・コーディネーターを起用することが標準になってきている。
日本では2021年に、出演者の水原希子の希望により、Netflix映画『彼女』で、インティマシー・コーディネーターが初めて導入された。日本人初のインティマシー・コーディネーターである浅田智穂は、このためにアメリカを拠点とするIPA（Intimacy Professionals Association）のトレーニングを受けて資格を取得した。IPAの研修では、ジェンダーやセクシャリティ、同意を得ることの重要さ、何がハラスメントにあたりどう防げるのか、トラウマとは何か、前貼りなどの保護アイテムの使い方、性的シーンを安全にリアルに見せる方法など多岐に渡る内容を学ぶ。撮影では、必ず俳優の同意を得るが、伝える側が、パワーバランス的に俳優よりも上の立場の場合、プレッシャーを与えたり、強要、ハラスメントにつながる可能性があるため、インティマシー・コーディネーターから説明して同意を得る。浅田は「ノーと言わないことが同意ではなく、はっきりとイエスではないと、同意とは言えない。そこに強制がないかということも大事にしている」「当たり前のようだが、日本では同意を得ることがあまりされてこなかった」と述べている。日本でもう1人のインティマシー・コーディネーターである西山ももこは、「そもそも俳優が『自分のNoとYes（境界線）』を知らない」「大切なのは、『何が嫌で、ここまでならやってもいい』というのを明確にすること」「『一度Yesと言ったことをいつ覆してNoと言ってもいい』という認識を広げていきたい」と述べ、俳優に「性的同意」や「境界線」を教えるワークショップを開催している。

## 関連文献
- Refinetti, Roberto (2018). Sexual Harassment and Sexual Consent（セクシャルハラスメントと性的同意）. Routledge
- Cowling, Mark (2017). Making Sense of Sexual Consent（性的同意を理解する）. Routledge
- Ehrlich, Susan (2003). Representing Rape: Language and Sexual Consent（レイプの表現: 言葉と性的同意）. Routledge
- Primoratz, Igor (September 2001). “Sexual Morality: Is Consent Enough?（性道徳: 同意だけで十分か？）”. Ethical Theory and Moral Practice 4 (3):  201-218.
- Archard, David (1998). Sexual Consent（性的同意）. Westview Press